# KY Cygni
A KY Cygni egy vörös szuperóriás csillag (színképosztály: M3.5Ia) a Hattyú csillagképben. Ez az egyik legnagyobb ismert csillag, körülbelül 1420-szorosa vagy többszöröse a Nap átmérőjének, egyben az egyik legfényesebb is, mintegy 300 000-szerese vagy többszöröse a Nap fényességének. Körülbelül 5000 fényévnyire található.